# Snorre Strand Nilsen
Snorre Strand Nilsen (Gjøvik, 1997. január 14. –) norvég labdarúgó, a Kristiansund hátvédje.

## Pályafutása
Nilsen a norvégiai Gjøvikben született. Az ifjúsági pályafutását a helyi Gjøvik-Lyn csapatában kezdte, majd a Raufoss és az angol Portsmouth akadémiájánál nevelkedett tovább.
2016-ban mutatkozott be a Gjøvik-Lyn felnőtt csapatában. 2017 januárjában a harmadosztályban szereplő Raufosshoz igazolt. Először a 2017. június 24-ie, Bærum elleni mérkőzés 37. percében csereként lépett pályára. A 2018-as szezonban 24 mérkőzésen elért három góljával is hozzájárult a klub másodosztályba való feljutásában. 2021. január 15-én három éves szerződést kötött az első osztályú Kristiansund együttesével. Nilsen a május 9-ei, Molde elleni mérkőzésen debütált. Első gólját május 16-án, a Vålerenga ellen 2–1-re megnyert találkozón szerezte.

## Statisztikák
2022. szeptember 18. szerint
| Klub         | Szezon   | Osztály     | Bajnokság | Bajnokság | Kupa  | Kupa | Nemzetközi | Nemzetközi | Összesen | Összesen |
| Klub         | Szezon   | Osztály     | Meccs     | Gól       | Meccs | Gól  | Meccs      | Gól        | Meccs    | Gól      |
| ------------ | -------- | ----------- | --------- | --------- | ----- | ---- | ---------- | ---------- | -------- | -------- |
| Raufoss      | 2017     | divisjon 2. | 17        | 2         | 0     | 0    | —          | —          | 17       | 2        |
| Raufoss      | 2018     | divisjon 2. | 24        | 3         | 1     | 1    | —          | —          | 25       | 4        |
| Raufoss      | 2019     | OBOS-ligaen | 26        | 7         | 2     | 0    | —          | —          | 28       | 7        |
| Raufoss      | 2020     | OBOS-ligaen | 19        | 1         | 0     | 0    | —          | —          | 19       | 1        |
| Raufoss      | Összesen | Összesen    | 86        | 13        | 3     | 1    | 0          | 0          | 89       | 14       |
| Kristiansund | 2021     | Eliteserien | 28        | 6         | 1     | 0    | —          | —          | 29       | 6        |
| Kristiansund | 2022     | Eliteserien | 23        | 1         | 0     | 0    | —          | —          | 23       | 1        |
| Kristiansund | Összesen | Összesen    | 51        | 7         | 1     | 0    | 0          | 0          | 52       | 7        |
| Összesen     | Összesen | Összesen    | 137       | 20        | 14    | 1    | 0          | 0          | 151      | 21       |

## Fordítás
Ez a szócikk részben vagy egészben  a   Snorre Strand Nilsen című angol Wikipédia-szócikk fordításán alapul.  Az eredeti cikk szerkesztőit annak laptörténete sorolja fel. Ez a jelzés csupán a megfogalmazás eredetét és a szerzői jogokat jelzi, nem szolgál a cikkben szereplő információk forrásmegjelöléseként.